# Krama

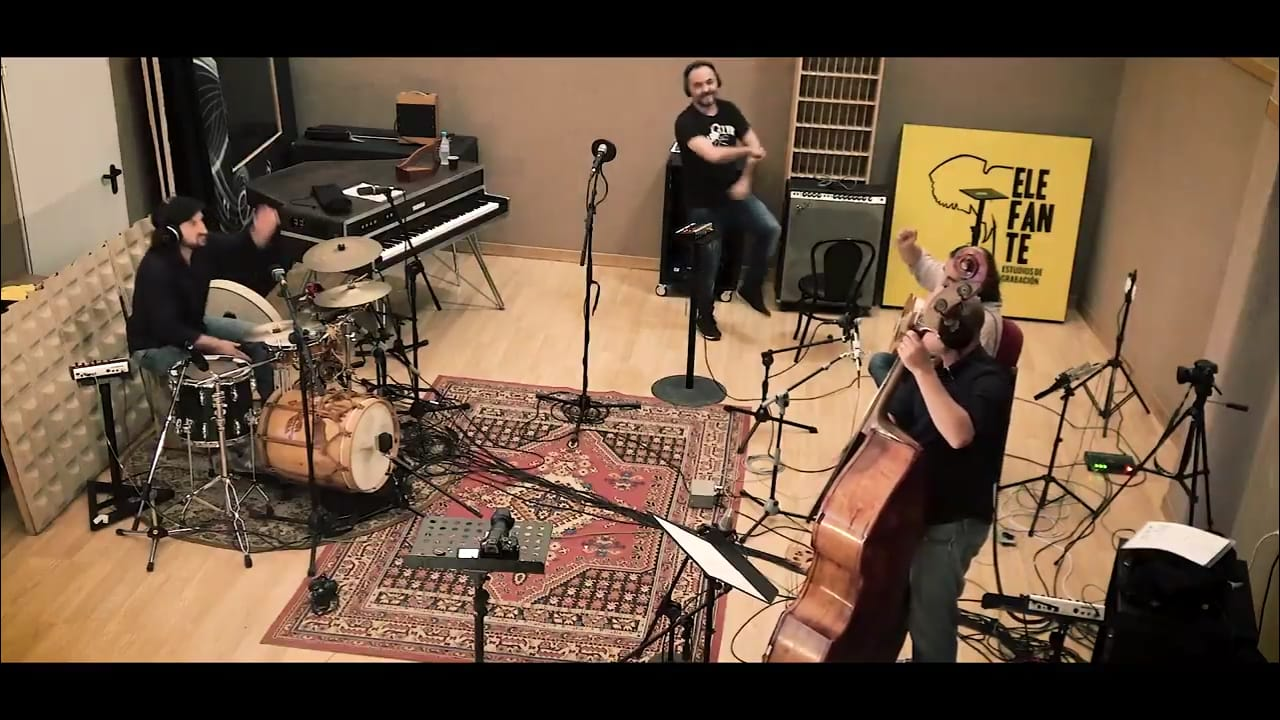
Krama 2018

Krama (aliatge en grec) és un grup de fusió mediterrània amb músics residents a València i fundat el 2004 pel guitarrista grec Spyros Kaniaris. Van guanyar el Premi Ovidi Montllor de Folk 2010 pel seu àlbum Afluències, disc conjunt amb el grup Aljub.

## Discografia
- Heptagrama (2007)

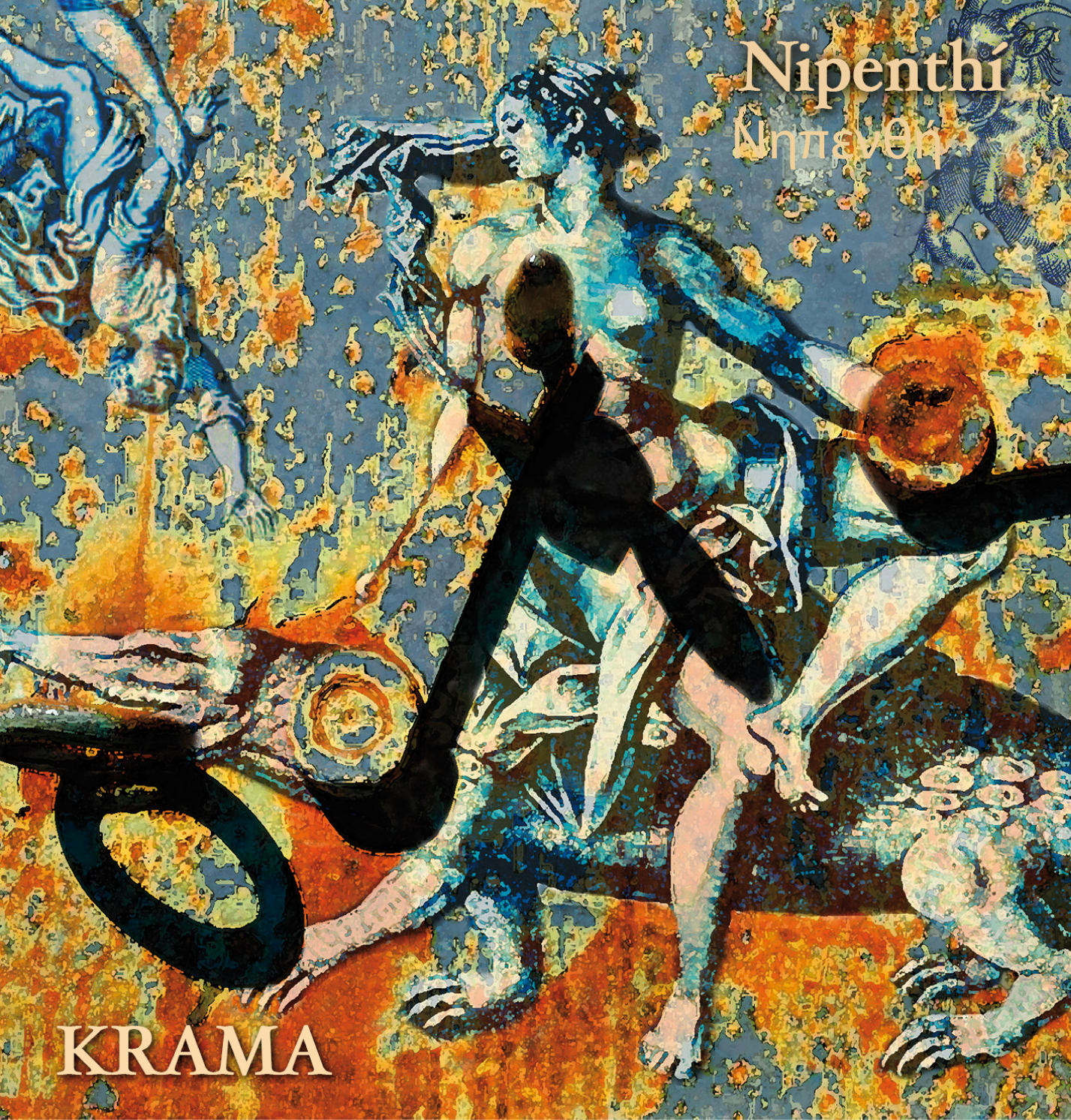
Portada Nipenthí

- Afluències (2009) (disc conjunt amb Aljub)
- Nipenthí (2013)

## Premis
- Premi Mediterrania 2008, Fira d'Espectacles d'Arrel Tradicional Mediterrània (Manresa)]
- Premis Ovidi Montllor, ganadores en la categoria del millor disc Folk 2010.
- Finalistes Premis Ovidi Montllor en la categoria del millor disc Folk 2014.